# 戴特勒夫·布魯姆
戴特勒夫·布魯姆（德語：Detlef Bluhm，1954年1月15日—）是一名德國作家、出版業者。撰有十多本書籍，不少以貓為主題。

## 生平

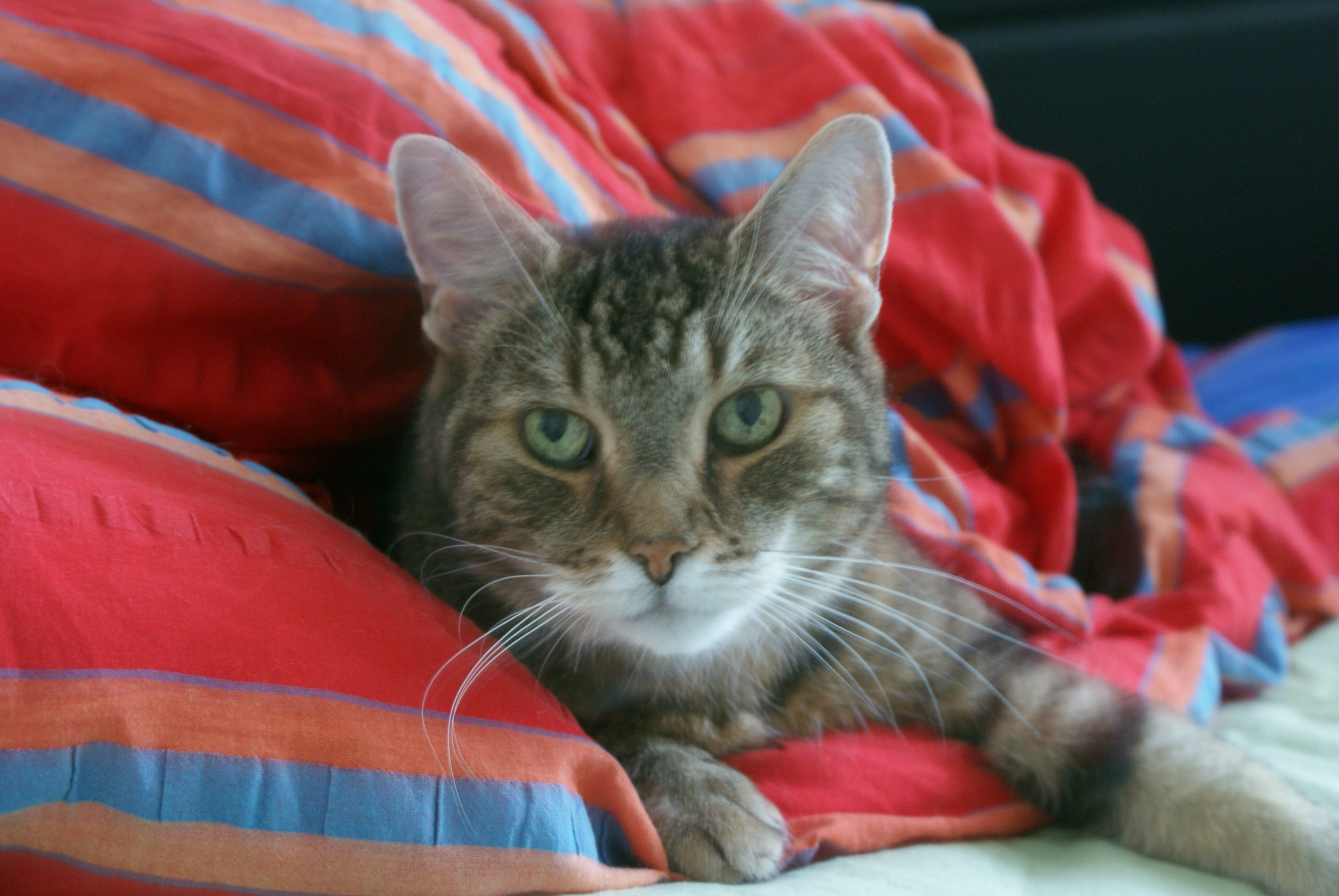
布魯姆的愛貓保羅（2011年2月去世）。

出生於柏林。自1970年代後期起開始從事書店業及出版業。1989年與他人共同創立一家小型出版社Silver & Goldstein。
他以愛貓「保羅」的名義開設部落格及臉書，發表有關貓文化史的文章，累積了一些粉絲。

## 外部連結
- 官方网站 （德文）
- 貓咪保羅的部落格 （页面存档备份，存于） （德文）